# Rouwvlag

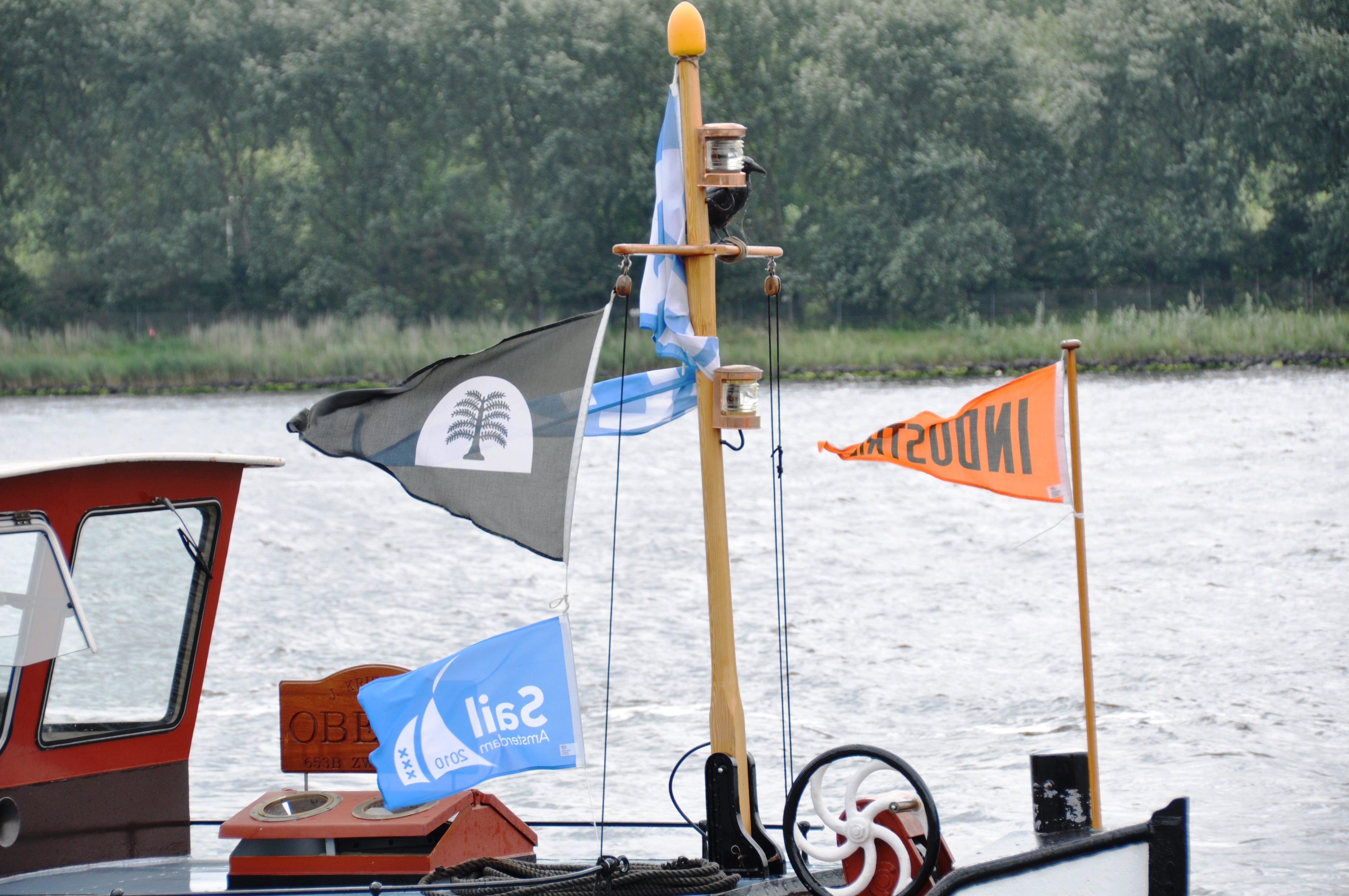
Protestantse rouwvlag binnenvaart

Een rouwvlag is een vlag waarmee de gebruiker kenbaar maakt dat hij het verlies van iemand betreurt. Het voeren van een dergelijke vlag is heden ten dage minder gebruikelijk. 
In de binnenvaart toonde men vroeger een wimpel vanaf de mast. Met het verdwijnen van een grote mast op moderne binnenschepen is de rouwvlag naar de vlaggenstok op het achterschip verhuisd. Voor het voeren van de vlag werden in de regel dezelfde termijnen aangehouden als voor het dragen van rouwkleding. Zes weken voor de lichtste rouw en dan oplopend tot een jaar en zes weken voor zware rouw. Bijvoorbeeld na het overlijden van de schipper of zijn vrouw. Het is gerelateerd aan streekgebonden gebruiken, dus de genoemde periodes zijn variabel.
Er bestaan in de binnenvaart twee uitvoeringen: een protestantse (met een treurboom, zie het voorbeeld) en een rooms-katholieke (met een wit liggend kruis).